# Le Club du lapin
Pour plus de détails, voir Fiche technique et Distribution.
Le Club du lapin (False Hare) est un court métrage d'animation de la série Looney Tunes réalisé par Robert McKimson qui met en scène Bugs Bunny avec un personnage de loup (Big Bad Wolf) et celui de son neveu, et Charlie le coq. Le court métrage a été diffusé pour la première fois le 18 juillet 1964. C'est le dernier dessin animé de la série classique issue des studios Warner Bros. Cartoons originaux. Il faudra attendre 1990 pour voir un nouveau dessin animé avec Bugs Bunny en vedette. 

## Synopsis
Un loup et son neveu  fabriquent un club de lapin dans le but d'attraper Bugs Bunny mais il ne se laisse pas faire

## Fiche technique
- Réalisation : Robert McKimson
- Scénario : John W. Dunn
- Production : Warner Bros. Cartoons, DePatie-Freleng Enterprises (DFE)
- Musique originale : William Lava (comme Bill Lava)
- Montage : Treg Brown
- Format : 35 mm, ratio 1.37 :1, couleur Technicolor, mono
- Durée : 6 minutes
- Pays de production :  États-Unis
- Langue : anglais
- Genre : animation
- Distribution : 
  - 1964 : Warner Bros. Pictures cinéma
  - 2010 : Warner Home Video DVD
- Date de sortie : 
  - États-Unis : 18 juillet 1964

### Animateurs
- Warren Batchelder
- Ted Bonnicksen
- George Grandpré
- Robert Givens (préparation) (comme Bob Givens)
- Robert Gribbroek (décors)

## Distribution
- Bugs Bunny, Charlie le coq, le loup Big Bad Wolf et son neveu
- VO par Mel Blanc (voix)

- Version française
- Gérard Surugue : Bugs Bunny
- Benoît Allemane : Charlie le coq